# Lagos de Moreno, Coahuila
Lagos de Moreno är en ort i Mexiko.   Den ligger i kommunen San Pedro och delstaten Coahuila, i den centrala delen av landet, 800 km nordväst om huvudstaden Mexico City. Lagos de Moreno ligger 1 101 meter över havet och antalet invånare är 133.
Terrängen runt Lagos de Moreno är mycket platt. Runt Lagos de Moreno är det glesbefolkat, med 9 invånare per kvadratkilometer. Närmaste större samhälle är Concordia, 15,2 km söder om Lagos de Moreno. Omgivningarna runt Lagos de Moreno är i huvudsak ett öppet busklandskap.